# Bernardina Jabłońska
Bernardina Jabłońska (Pizuny, 5 agosto 1878 – Cracovia, 23 settembre 1940) è stata una religiosa polacca, fondatrice (con Alberto Chmielowski) della congregazione delle Suore albertine serve dei poveri; nel 1997 è stata proclamata beata a Zakopane da papa Giovanni Paolo II.
Il Martirologio romano fissa la sua memoria liturgica il 23 settembre.